# 동명면
동명면(東明面)은 대한민국 경상북도 칠곡군의 면으로 면사무소 소재지는 금암리이다. 넓이는 64.05km2이고, 인구는 2006년 기준으로 6,536명이다. 대구광역시 북구, 동구, 군위군 부계면과 경계를 이루고 있고 금암리에는 대구 시내버스 종점이 설치되어 있어 칠곡군 중 교통이 편리한 곳이다.

## 행정 구역
- 금암리
- 봉암리
- 송산리
- 가천리
- 학명리
- 득명리
- 남원리
- 기성리
- 구덕리

## 교육
- 동명초등학교 (금암리)
- 동명동부초등학교 (기성리)
- 동명중학교 (송산리)
- 동명고등학교 (송산리)